# Paki-bashing
 Le Paki-bashing est une agression collective, verbale, mais éventuellement aussi physique, qui cible des personnes d'ascendance pakistanaise ou plus généralement sud-asiatique. Le mot est formé de Paki, une insulte raciste employée au Royaume-Uni, dirigée contre les personnes d'origine pakistanaise, ou sud-asiatique, et de « bashing », qui désigne une attaque gratuite, prenant la forme du dénigrement, de l'éreintage ; littéralement le bashing signifie « rossée », « raclée ».

## Royaume-Uni

### Gangs d'extrême-droite
L'utilisation du terme « Paki » a été enregistrée pour la première fois en 1964, pendant une période d'immigration sud-asiatique accrue au Royaume-Uni. À cette époque déjà, le terme était souvent utilisé comme une insulte. Au fil du temps, il pouvait être adressé non seulement à des Pakistanais mais à toute personne d’origine indienne, sri-lankaise, bangladeshi etc., selon le procédé de l'amalgame. À partir de la fin des années 1960 et avec un pic dans les années 1970 et 1980, des gangs violents opposés à l'immigration ont pris part à des attaques connues sous le nom de « Paki-bashing », qui ciblaient les Sud-Asiatiques et les entreprises qui leur appartenaient, et parfois d'autres minorités ethniques. Ces gangs organisaient des «séances de ‘paki-bashing’, la chasse et le ‘baston’ des Pakistanais» comme en montre le film This is England (2006) ; ce sont des équivalents britanniques des ratonnades françaises.
Le « Paki-bashing » est devenu plus courant après le discours des « fleuves de sang » d'Enoch Powell en 1968. Des sondages de l'époque suggèrent que la rhétorique anti-immigration d'Enoch Powell bénéficiait du soutien de la majorité de la population blanche de l'époque. Le « Paki-bashing » a connu son apogée dans les années 1970  –  1980, les assaillants étant souvent des partisans de mouvements d'extrême droite fascistes, racistes et anti-immigrés, notamment les skinheads néonazis, le Front national et le Parti national britannique,. Ces attaques étaient généralement qualifiées de « Paki-bashing » ou de « terreur skinhead », les attaquants étant généralement appelés « Paki-bashers » ou « skinheads »,. Le « Paki-bashing » a été en partie alimenté par la rhétorique anti-immigration et anti-pakistanaise des médias de l'époque et par les échecs systémiques des autorités de l'État, qui comprenaient la sous-déclaration des attaques racistes, le système de justice pénale ne prenant pas les attaques racistes au sérieux, le harcèlement racial constant de la part de la police et l'implication de la police dans la violence raciste. Les stéréotypes racistes présentaient les Asiatiques comme « faibles » et « passifs » dans les années 1960 et 1970, les Pakistanais étant considérés également comme des « objets passifs », « peu disposés à riposter », ce qui faisait  d'eux des cibles faciles par les « Paki-bashers ». Le comité de la Campagne conjointe contre le racisme a rapporté qu'il y avait eu plus de 20 000 attaques racistes contre des Britanniques de couleur, y compris des Britanniques d'origine sud-asiatique, en 1985.

### Réaction contre le Paki-bashing
S'inspirant du mouvement afro-américain des droits civiques, du mouvement Black Power et du mouvement anti-apartheid, de jeunes militants britanniques asiatiques ont lancé un certain nombre de mouvements de jeunesse antiracistes contre le « Paki-bashing », notamment le Bradford Youth Movement en 1977, le Mouvement de la jeunesse bangladaise après le meurtre d' Altab Ali en 1978, et le Mouvement de la jeunesse de Newham après le meurtre d'Akhtar Ali Baig en 1980.
Les premiers groupes à résister au « Paki-bashing » remontent à 1868-1979, avec deux mouvements distincts qui ont émergé. D'une part l'approche intégrationniste lancée par la Pakistani Welfare Association et la National Federation of Pakistanais Associations qui tentait d'établir des relations raciales positives tout en maintenant l'ordre public. D'autre part, contrastant avec elle, une approche autonome a été lancée par le Parti progressiste pakistanais et le Syndicat des travailleurs pakistanais ; ces deux organisations se sont engagées dans le vigilantisme en tant qu'autodéfense contre la violence à caractère raciste et le harcèlement policier, en collaboration avec le mouvement Black Power (en travaillant souvent avec les Black Panthers britanniques ) et la Ligue des travailleurs communistes de Grande-Bretagne ) ; elles ont travaillé  à remplacer les stéréotypes qui représentaient comme « faibles » et « passifs » les Pakistanais et les Asiatiques. Des divisions sont apparues entre les mouvements intégrationnistes et autonomes en 1970, le leader intégrationniste Raja Mahmudabad critiquant le vigilantisme de ce dernier comme « étranger à l'esprit et à la pratique de l'Islam » tandis que le leader du PPP/PWU Abdul Hye a déclaré qu'ils « n'ont aucune intention de combattre ou de tuer n'importe qui, mais si on nous provoque, nous riposterons. » Ce n’est que dans les années 1980 et 1990 que les universitaires ont commencé à s’intéresser sérieusement à la violence à caractère raciste, en partie à cause de l’arrivée de Noirs et d’Asiatiques dans la vie universitaire.

### Réappropriation
Au XXIe siècle, de jeunes Pakistanais britanniques et d'autres Sud-Asiatiques britanniques ont tenté de se réapproprier le mot «  Paki », établissant ainsi des parallèles avec la réappropriation LGBT de l'insulte « queer » et la réappropriation afro-américaine de l'insulte « nègre »,. L'homme d'affaires de Peterborough, Abdul Rahim, qui exhibe le mot sur des produits qu'il vend, l'assimile à des termes socialement plus acceptés tels que «Aussie » et «Kiwi », affirmant qu'il leur ressemble plus qu'à « nègre », car il désigne une nationalité. et non une "race" biologique supposée. Cependant, d'autres Pakistanais britanniques considèrent l'utilisation du mot comme inacceptable, même de la part des membres de leur communauté, en raison de son utilisation historique négative.
En décembre 2000, l'Advertising Standards Authority a publié une étude sur l'attitude du public britannique à l'égard des termes péjoratifs. Il classe Paki au dixième rang des péjoratifs les plus insultants de la langue anglaise, contre le dix-septième trois ans plus tôt.

### Comparaison avec la violence islamophobe des années 2000-2010
Plusieurs chercheurs ont comparé la violence de rue islamophobe dans les années 2000 et 2010 et celle du Paki-bashing dans les années 1970 et 1980,,. Robert Lambert note qu’une différence clé est que, alors que le National Front et le BNP des années 1970-80 ciblaient tous les Sud-Asiatiques britanniques (musulmans, mais aussi hindous, sikhs), la English Defence League (EDL, Ligue de défense anglaise) des années 2010 cible spécifiquement les musulmans britanniques. Lambert compare également le rôle des médias qui alimentent le « Paki-bashing » à la fin du 20e siècle et leur rôle dans l'aggravation du sentiment islamophobe au début du 21e siècle. Geddes note que des variantes de l'insulte raciale « Paki » sont parfois utilisées par les membres de la English Defence League.
Il y aurait eu une évolution selon certains spécialistes du stéréotype du Paki vers un stéréotype également raciste du musulman fondamentaliste.

## Canada
Le terme est également utilisé au Canada comme une insulte contre les Canadiens d'origine sud-asiatique. Le terme a migré au Canada vers les années 1970 avec une immigration accrue du Pakistan et de l'Asie du Sud au Canada,,,,. En 2008, une pancarte de campagne pour un candidat du Parti libéral de l'Alberta à Edmonton a été dégradée lorsque l'insulte a été peinte à la bombe dessus.

## Utilisations notables
Après la plainte d'un journaliste pakistanais américain, un porte-parole de la Maison Blanche a déclaré que Bush avait un grand respect pour le Pakistan. Cela faisait suite à un incident quatre ans plus tôt, lorsque le conseiller de Clinton à la Maison Blanche, Sandy Berger, avait dû s'excuser pour avoir fait référence aux « Pakis » dans des commentaires publics.
Spike Milligan, qui était blanc, a joué le rôle principal de Kevin O'Grady dans la sitcom LWT de 1969 Curry and Chips . O'Grady, mi-irlandais et mi-pakistanais, a été raillé avec le nom de « Paki-Paddy » ; l'émission visait à se moquer du racisme et du sectarisme. À la suite de plaintes, la BBC a supprimé l'utilisation du mot dans les rediffusions de la sitcom des années 1980 Only Fools and Horses. Des chroniqueurs ont perçu cela comme une manière d’occulter la vérité historique selon laquelle l’utilisation de tels mots était courante à l’époque.
Dans le biopic Bohemian Rhapsody de 2018, Freddie Mercury, qui était un Parsi indien, est souvent traité de manière désobligeante comme un « Paki » lorsqu'il travaillait comme bagagiste à l'aéroport de Londres Heathrow en 1970.
En 2009, le prince Harry a été publiquement réprimandé et obligé par l'armée de suivre une formation de sensibilisation après avoir été  a été filmé (des années auparavant) en train d'appeler l'une de ses collègues recrues de l'armée « notre petit ami Paki ».
En 2015, le film américain Jurassic World a été moqué de manière satirique par le comédien asiatique britannique Guz Khan pour avoir utilisé « pachys » (prononcé « pakis ») comme raccourci pour les genres Pachycephalosaurus.